# Dharampal

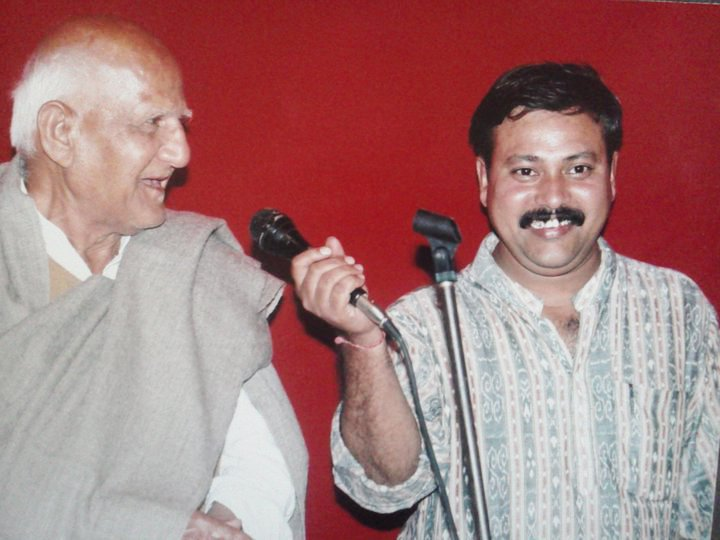
Dharampal (links)

Dharampal  (* 19. Februar 1922 in Kandhala; † 24. Oktober 2006 in Sevagram) war ein indischer Historiker und politischer Philosoph. 

## Werke
- Panchayat Raj as the Basis of Indian Polity: An Exploration into the Proceedings of the Constituent Assembly (with a foreword by Jayaprakash Narayan), AVARD, New Delhi,  1962.
- Indian Science and Technology in the Eighteenth Century: Some Contemporary European Accounts (with a foreword by Dr. D.S..Kothari and Introduction by Dr. William A.Blanpeid), Impex India, Delhi, 1971; reprinted by Academy of Gandhian Studies, Hyderabad 1983.
- Civil Disobedience and Indian Tradition: with Some Early Nineteenth Century Documents (with a foreword by Sri Jayaprakash Narayan), Sarva Seva Sangh Prakashan, Varanasi, 1971.
- The Madras Panchayat System, Vol II: A General Assessmen, Impex India, Delhi 1972.
- The Beautiful Tree: Indigenous Indian Education in the Eighteenth Century, Biblia Impex Private Limited, New Delhi 1983; reprinted by Keerthi Publishing House Pvt Ltd., Coimbatore 1995.